# آن در گرین گیبلز (فیلم ۱۹۵۶)
آن در گرین گیبلز (انگلیسی: Anne of Green Gables) یک فیلم است که در سال ۱۹۵۶ منتشر شد.